# Dean Gallo
Dean Anderson Gallo (Hackensack, 23 novembre 1935 – Denville, 6 novembre 1994) è stato un politico statunitense, membro della Camera dei Rappresentanti per lo stato del New Jersey dal 1985 al 1994.

## Biografia
Nato e cresciuto in una famiglia italoamericana del New Jersey, Gallo intraprese presto l'attività politica e aderì al Partito Repubblicano, venendo eletto all'interno del consiglio comunale di Parsippany-Troy Hills.
Nel 1975 vinse un seggio all'interno dell'Assemblea Generale del New Jersey e vi rimase per diversi anni, finché nel 1985 venne eletto deputato alla Camera sconfiggendo il democratico in carica da ventidue anni Joseph Minish. Gallo riuscì a farsi rieleggere altre quattro volte senza sostanziale opposizione.
Nel 1994 ottenne nuovamente la nomination repubblicana per il seggio, ma durante la campagna elettorale decise di annunciare il suo ritiro a causa di un grave cancro alla prostata, che lo portò alla morte nel giro di due mesi. Appena due giorni dopo la sua scomparsa, il suo seggio venne vinto dal compagno di partito Rodney Frelinghuysen, che aveva preso il suo posto nella competizione elettorale.